# Assunta (Ghiberti)
L'Assunta  è un rilievo in bronzo parzialmente dorato (126x75 cm) attribuito a Lorenzo Ghiberti, databile al 1400 e conservato nella chiesa di Santa Maria dei Servi a Sant'Angelo in Vado.

## Storia
L'opera è di solito attribuita al soggiorno pesarese di Ghiberti, quando accompagnò un pittore "egregio", come scrisse nei suoi Commentari per un lavoro perduto nel palazzo di Malatesta IV Malatesta. Nella scarsità di menzioni antiche, l'opera venne pubblicata da G. Marchini, che scoprì anche il nome del committente, Matteo Grifoni.
Nel luglio 1909 l'opera venne trafugata, recuperandola due giorni dopo con qualche danno. Nel 1962 venne restaurata a Firenze. 

## Descrizione
La pala bronzea si trova in un altare in fondo alla navata sinistra. Maria è rappresentata tra angeli di sapore ancora gotico, con un evidente scarto gerarchico nelle proporzioni. Essi la incoronano, suonano arpre e liuti e le reggono il manto. Appare ancora ignota la lezione della Porta della Mandorla, con gli angeli senza peso disposti ritmicamente, secondo una simmetria quasi speculare (ne scampano solo i due angeli col liuto, con lo strumento rivolto entrambi allo stesso lato). Più solida appare la figura di Maria, anche se rigidamente frontale, come prevede l'iconografia, e con le pieghe del panneggio che disegnano ampie falcate, ritmate ma non stereotipate, secondo il gusto tardogotico.
Ai due angoli si trova uno stemma con grifone e le lettere M e A, di foggia antica, riferibili al committente. Alcuni indizi fanno pensare che manchino le ultime finiture, compatibilmente con la partenza frettolosa dello scultore diretto a Firenze nel 1401. 